# شارپیلیش
شارپیلیش (به مجاری:  Sárpilis) یک شهرداری در مجارستان است که در ناحیه سکسارد واقع شده‌است. شارپیلیش ۲۱٫۷ کیلومتر مربع مساحت و ۶۹۰ نفر جمعیت دارد.